# Ваисеа Најацалеву
Ваисеа Најацалеву (енгл. Waisea Nayacalevu; 26. јун 1990) професионални је рагбиста и репрезентативац Фиџија који тренутно игра за шампиона Француске Стад Франс.

## Биографија
Висок 195 цм, тежак 104 кг, Најацалеву је пре Стад Франса играо за Мелбурн РФК. За репрезентацију Фиџија је до сада одиграо 13 тест мечева и постигао 25 поена.